# Saint-Sauveur-in-Chora
Saint-Sauveur-in-Chora (turc : Kariye Müzesi, Kariye Kilisesi ou Kariye Camii soit « musée de la Chora », « église de la Chora » ou « mosquée de la Chora ») est un des plus beaux exemples d'église byzantine. L'église est située dans le district stanbouliote occidental d'Edirne Kapı. En 1511, l'église fut convertie en mosquée par les Turcs Ottomans. Elle devint un musée en 1948, puis est reconvertie en mosquée le 21 août 2020 par décret présidentiel du chef d'État turc Recep Tayyip Erdoğan.
Saint-Sauveur-in-Chora est située sur l'emplacement des zones historiques d'Istanbul inscrites en 1985 au Patrimoine mondiale de l'UNESCO.
L'intérieur est couvert de fines mosaïques et de fresques. Son plan en croix grecque servit, jusqu'au XVIIIe siècle, de modèle à toutes les églises orthodoxes d'Istanbul.

## Nom
Le nom grec de l'église est ἡ Ἐκκλησία τοῦ Ἁγίου Σωτῆρος ἐν τῇ Χώρᾳ (hē Ekklēsia tou Hagiou Sōtēros en tē Chōra). Cette locution en tē Chōra, qui signifie « dans la campagne », devint par la suite le diminutif du nom de l'église.
Le nom pourrait avoir pris alors un sens plus spirituel, chora étant alors assimilé au ventre de la Vierge comme le laisse à penser l'anagramme que l'on peut lire sur une mosaïque du narthex : « ἡ χώρα τοῦ ἀχωρήτου », c'est-à-dire : « Lieu d'incarnation du Dieu incommensurable » ou « Lieu qui contient celui qui ne peut être contenu dans aucun lieu ».

## Histoire[2],[3]

### Première phase (IVesiècle)
L'église, construite au Ve siècle, était située en dehors du mur de Constantin construit au IVe siècle. Quand le mur théodosien fut érigé en 413-414, l'église se retrouva à l'intérieur du système défensif de la ville, mais garda le nom de Chora.

### Deuxième phase (XIe–XIIesiècle)
Cependant la majorité de ce qui est visible aujourd'hui date de 1077-1081, quand Maria Ducaina, la belle-mère d'Alexis Ier Comnène, fit reconstruire l'église en croix grecque inscrite, un style apparu au XIe siècle, qui servira de modèle pour les églises orthodoxes jusqu'au XVIIIe siècle. Au début du XIIe siècle, l'église souffrit d'un écroulement partiel, peut-être dû à un tremblement de terre.

### Troisième phase: nouvelle décoration (XIVesiècle)
Elle fut reconstruite par Isaac Comnène, le troisième fils d'Alexis. Cependant, ce n'est qu'après la troisième phase de construction, deux siècles plus tard, que l'église acquit la forme que nous lui connaissons aujourd’hui.
Le puissant homme d'État Théodore Métochitès dota l'église de la plupart de ses magnifiques mosaïques et fresques. Cette décoration impressionnante fut exécutée entre 1310 environ et 1317. Les mosaïques sont une des meilleures illustrations de la renaissance artistique sous les Paléologues. En revanche, bien que nous connaissions les commanditaires de ces œuvres, les exécutants en restent inconnus. En 1328, Métochitès fut exilé par Andronic III Paléologue, mais il fut autorisé à revenir à Constantinople deux ans plus tard en tant que moine de la congrégation de la Chora.

### Jusqu'à la chute de Constantinople

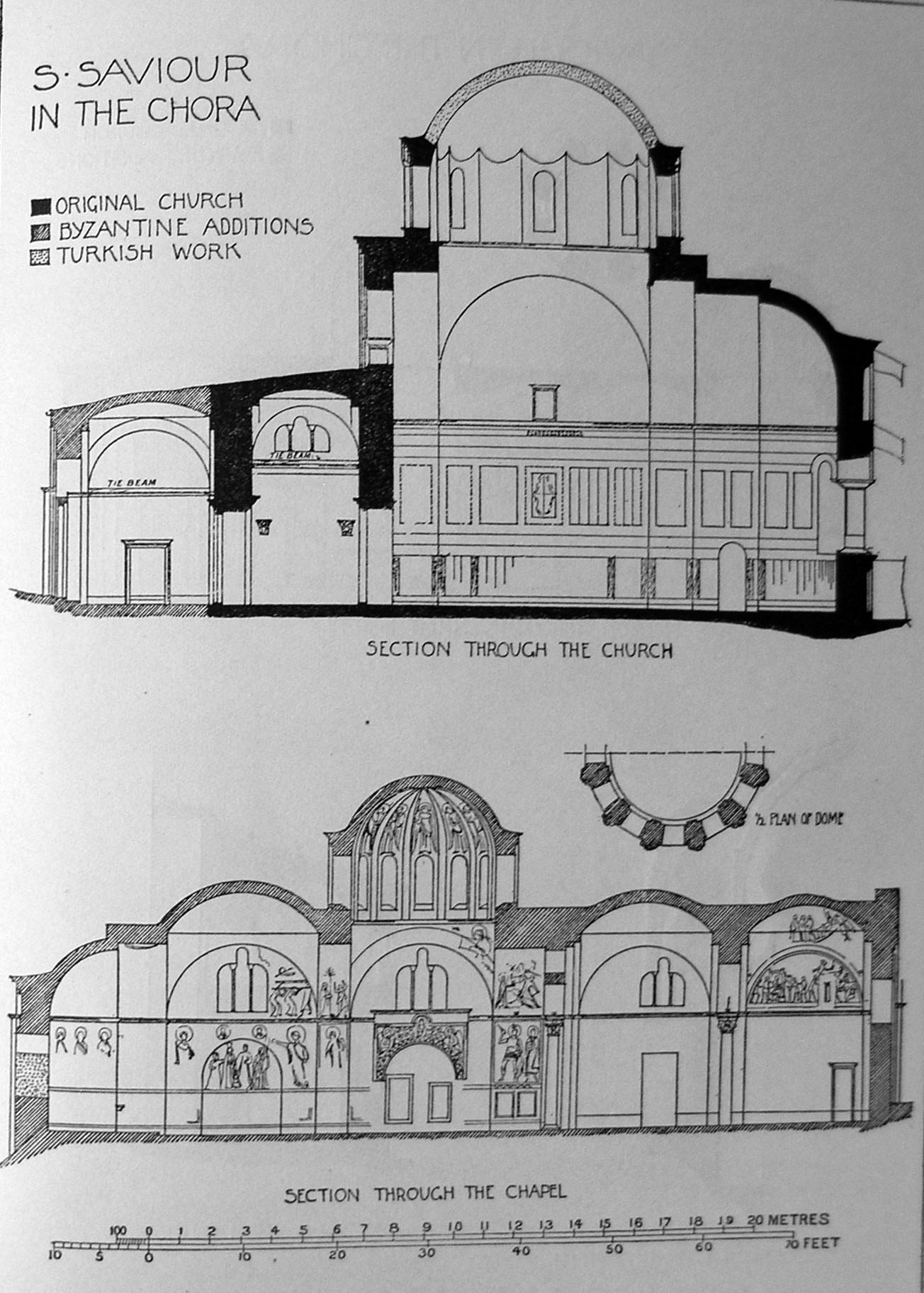
Coupe de l'église.

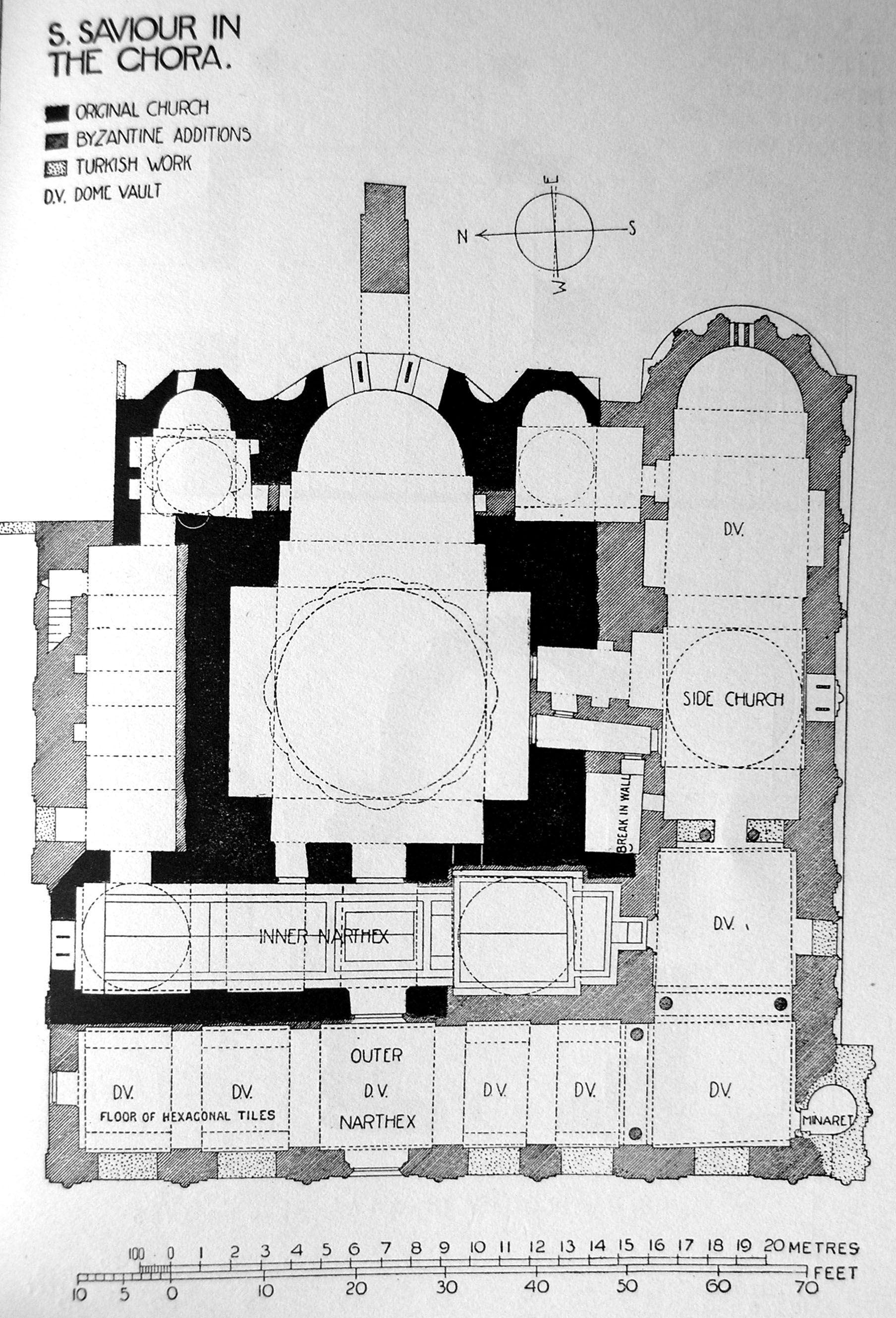
Plan de l'église.

À la fin du XIIIe et au début du XIVe siècle, le monastère abritait le savant Maximus Planudes, qui était le responsable de la restauration et de la réintroduction de la géographie de Ptolémée dans les Byzantins et, finalement, dans l'Italie de la Renaissance. Lors du dernier siège de Constantinople en 1453 par Mehmet II, l'icône de la Theotokos Hodigitria, considérée comme la protectrice de la ville, fut amenée à Chora afin d'aider les défenseurs contre l'assaut des Ottomans mais l'église et l'icône furent alors détruites.

### Mosquée Kariye (vers 1500-1945)
Après la conquête de Constantinople par les Ottomans, l'église est transformée en mosquée avec l'ajout d'un minaret de 1495 à 1511 par Atık Ali Paşa, grand vizir de Bayezid II. À cause de l'interdiction qui est faite de représenter l'Homme dans l'Islam, les mosaïques et les fresques sont recouvertes de chaux, mais ne sont pas détruites. Ceci et les tremblements de terre fréquents dans la région ont eu des conséquences néfastes sur l'œuvre.

### Musée et restauration (1945-2020)
Les mosaïques furent redécouvertes au XVIIIe siècle par Lechevalier, un collaborateur de Marie-Gabriel-Florent-Auguste de Choiseul-Gouffier.
En 1945, le bâtiment a été désigné musée par le gouvernement turc.
De 1948 à 1959, Thomas Whittemore et Paul A. Underwood, du Byzantine Institute of America et du Dumbarton Oaks Center for Byzantine Studies, ont commandité un programme de restauration des mosaïques. L'édifice cesse alors d'être une mosquée. En 1958, il fut ouvert au public en tant que musée.

### Reconversion en mosquée (2019-2020)
En 2019, le Conseil d'État turc a ordonné sa reconversion en mosquée. En août 2020, un décret présidentiel, lors du mandat présidentiel de Recep Tayyip Erdogan, acte la transformation du musée en mosquée, induisant des préoccupations sur les mosaïques représentant des figures humaines, et la forte insatisfaction de la Grèce.

## Patrimoine mondial de l'humanité
Saint-Sauveur-in-Chora est située sur l'emplacement des zones historiques d'Istanbul (765,5 hectares) inscrites en 1985 au patrimoine mondial de l'Unesco.
Point stratégique sur la péninsule du Bosphore entre les Balkans et l'Anatolie, la mer Noire et la Méditerranée, la ville d'Istanbul a été associée à de grands événements politiques, religieux et artistiques pendant plus de 2 000 ans. Ses chefs-d'œuvre comprennent l'ancien hippodrome de Constantin, la basilique Sainte-Sophie qui date du VIe siècle et la mosquée Süleymaniye, du XVIe siècle ; ils sont actuellement menacés par la surpopulation, la pollution industrielle et une urbanisation incontrôlée.

## Le bâtiment
L'église est de petite taille, comparée aux autres églises d'Istanbul (sa surface est de 742,5 m2), mais sa relative petite taille est compensée par la majesté de l'intérieur, comme c'est souvent le cas dans l'architecture byzantine. Le bâtiment se compose de trois zones principales : le hall d'entrée ou narthex, le corps principal de l'église ou naos, et la chapelle attenante ou parecclésion. Le narthex se divise en deux parties : le narthex intérieur ou ésonarthex et le narthex extérieur ou exonarthex. La séparation entre les deux est nette. Elle est due à la réfection de l'église, l'ésonarthex faisant alors partie de la construction originale.
Le bâtiment a six dômes, deux dans l'ésonarthex, un dans le parecclésion, un grand dôme dans le naos et deux petit à l'est dans l'abside. La plus grande coupole, d'un diamètre de 7,7 m, se trouve au centre du naos.

### Décoration intérieure
Les mosaïques et les fresques présentées au musée sont en quantité et en qualité les œuvres picturales parmi les plus importantes de celles léguées par les artistes byzantins. Elles ont été réalisées à peu près au temps de Giotto. On peut noter des similitudes avec le réalisme et la vitalité qui sont la marque de la pré-Renaissance, mais à l'examen des détails de l'exécution, les différences se révèlent importantes et les peintures italiennes de cette époque ne partagent pas le trait traditionnellement très stylisé de l'art byzantin.
Les mouvements gracieux des personnages donnent à leurs représentations une légèreté et une élégance incomparables, par ailleurs soulignées par une coloration fraîche. De plus, la vaste gamme de thèmes bibliques donne une idée de la force créatrice des maîtres byzantins, malgré l'ordre iconographique imposé. Le thème principal de ces mosaïques riches de détails est l'incarnation de Dieu en Homme et le salut apporté aux Hommes. La résurrection du Christ, motif central des fresques de la chapelle funéraire, vient compléter cette notion de salut.

### Le narthex

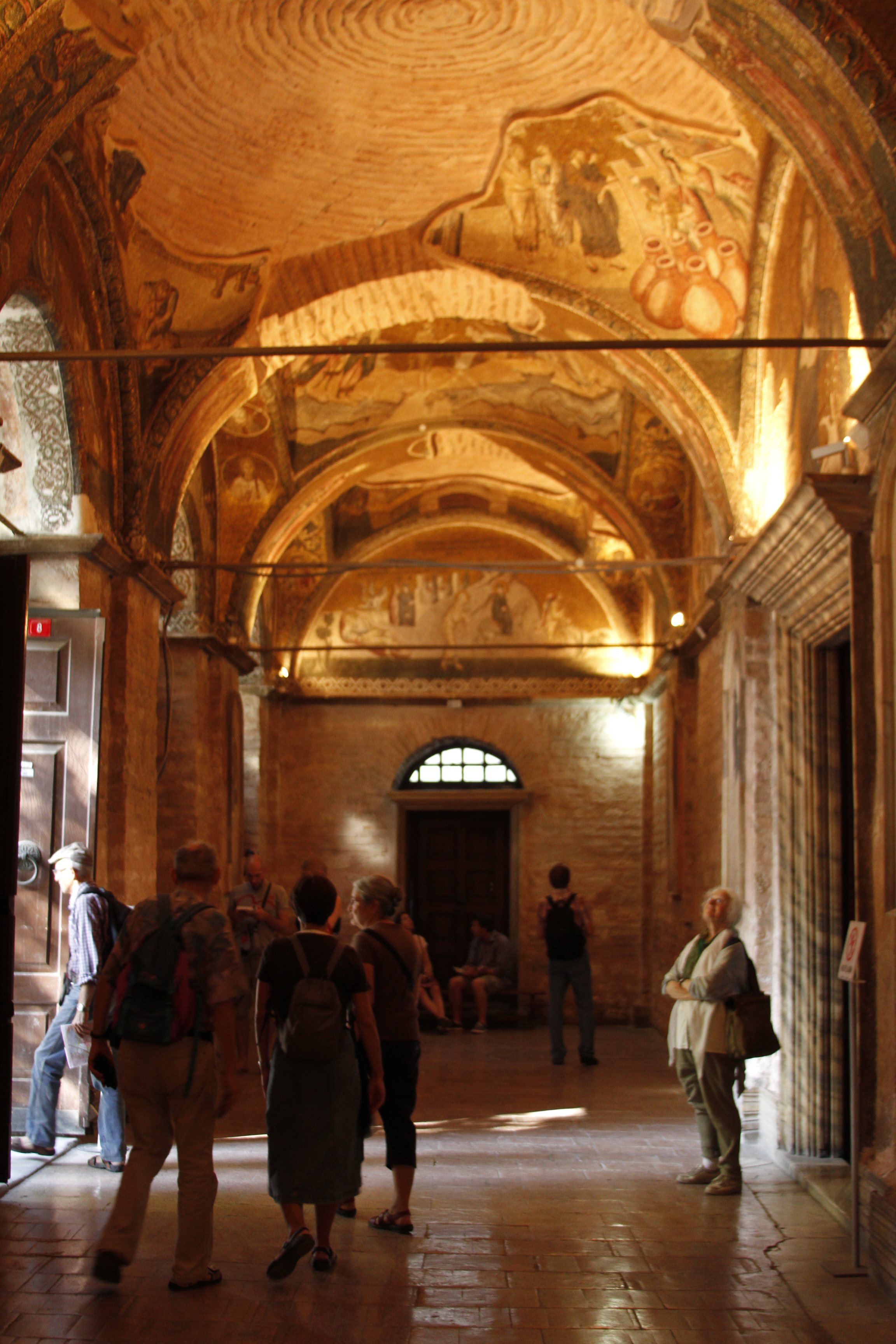
Vue de l'exonarthex.

À l'entrée dans l'église de la Chora, le regard tombe sur la représentation du Christ Pantocrator au-dessus du portail du narthex intérieur. En opposition au-dessus de l'entrée principale, se trouve la Vierge Marie : la réfection de l'église a ainsi été consacrée au Christ et à Marie. Après avoir franchi le narthex extérieur, on peut voir la mosaïque représentant le bienfaiteur de l'église, Théodore Métochitès, agenouillé, la présentant au Christ.
Deux icônes en mosaïque de saint Pierre et saint Paul flanquent le passage. Dans la voûte sous la coupole de l'ésonarthex, le cycle, qui comptait originellement 20 scènes, commence par la vie de Marie qui était très populaire au Moyen Âge. Le cycle d'images dans le narthex extérieur commence par l'enfance de Jésus et se poursuit dans le narthex intérieur par la représentation des miracles publics du Christ.

#### Narthex externe (exonarthex)
L'exonarthex (ou narthex externe) est la première partie de l'église dans laquelle on entre. C'est un couloir transversal de 4 m de large et 23 m de long, qui est partiellement ouvert sur sa longueur orientale dans l'ésonarthex parallèle. L'extrémité sud de l'exonarthex débouche à travers l'ésonarthex formant une antichambre occidentale au parecclésion. Les mosaïques qui décorent l'exonarthex comprennent :

##### Mosaïques de la vie du Christ
1. Le rêve et le voyage de Joseph à Bethléem ;
2. Recensement devant Publius Sulpicius Quirinius (Cyrénius), gouverneur de la Syrie ;
3. Nativité, naissance du Christ ;
4. Voyage des mages ;
5. Enquête du roi Hérode ;
6. Fuite en Egypte ;
7. Deux fresques des massacres commandés par le roi Hérode ;
8. Les mères pleurent leurs enfants ;
9. Fuite d'Élisabeth avec son enfant Jean Baptiste ;
10. Joseph rêve, retour de la sainte famille d'Egypte à Nazareth ;
11. Christ emmené à Jérusalem pour la Pâque ;
12. Le Christ représenté comme un jeune ;
13. Le baptême de Jésus avec Jean-Baptiste et la tentation du Christ ;
14. Miracle ;
15. Trois autres miracles ;
16. Jésus Christ ;
17. Vierge et anges priant.

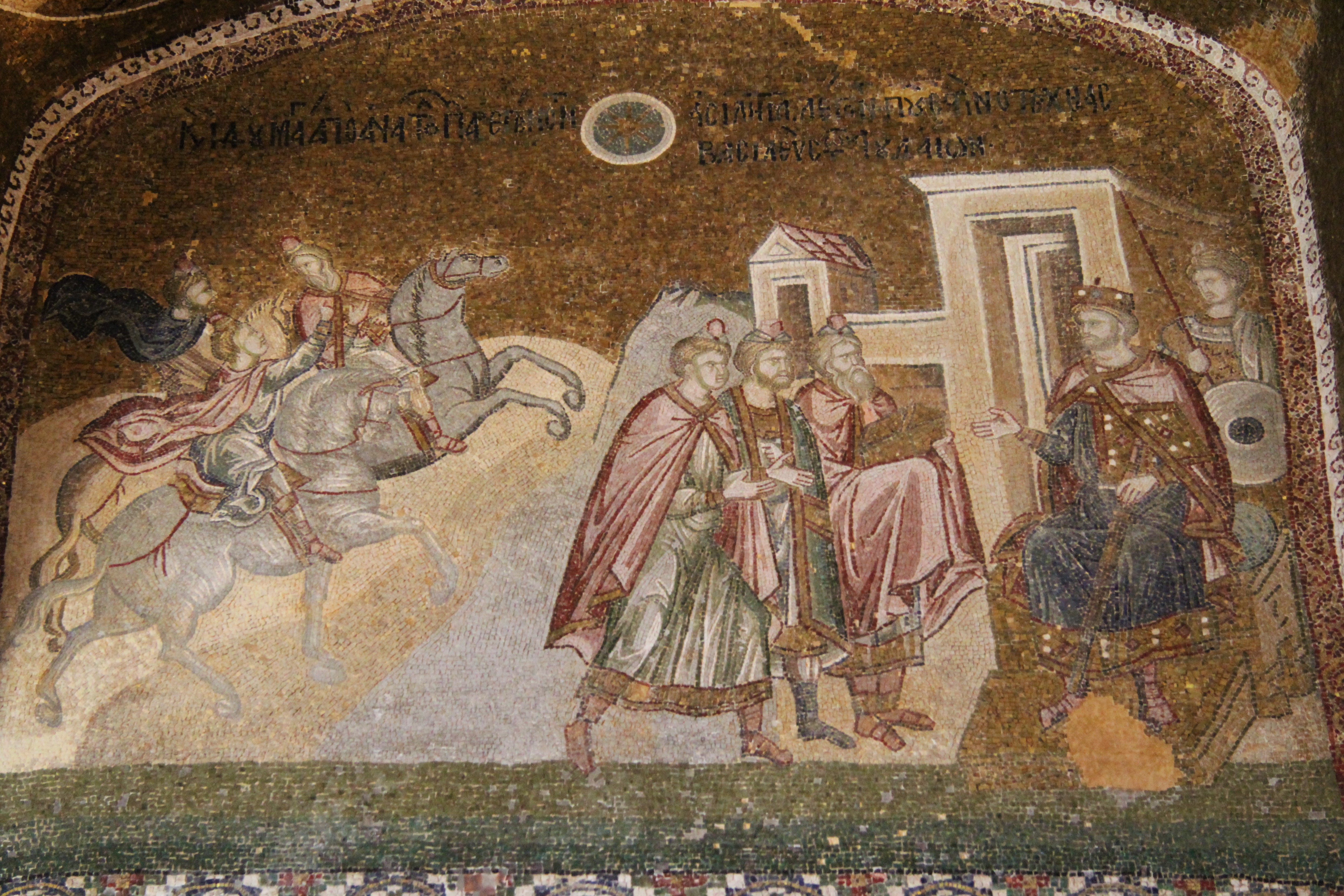
Enquête du roi Hérode.
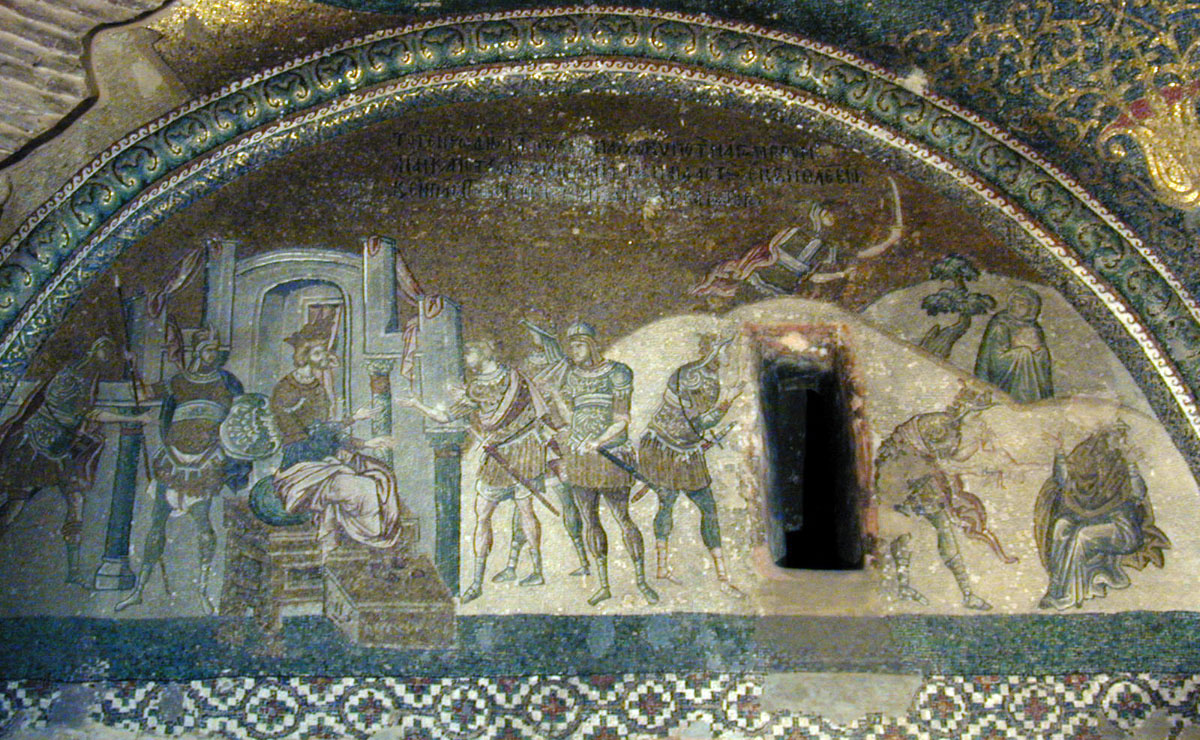
Massacre des enfants commandé par le roi Hérode.
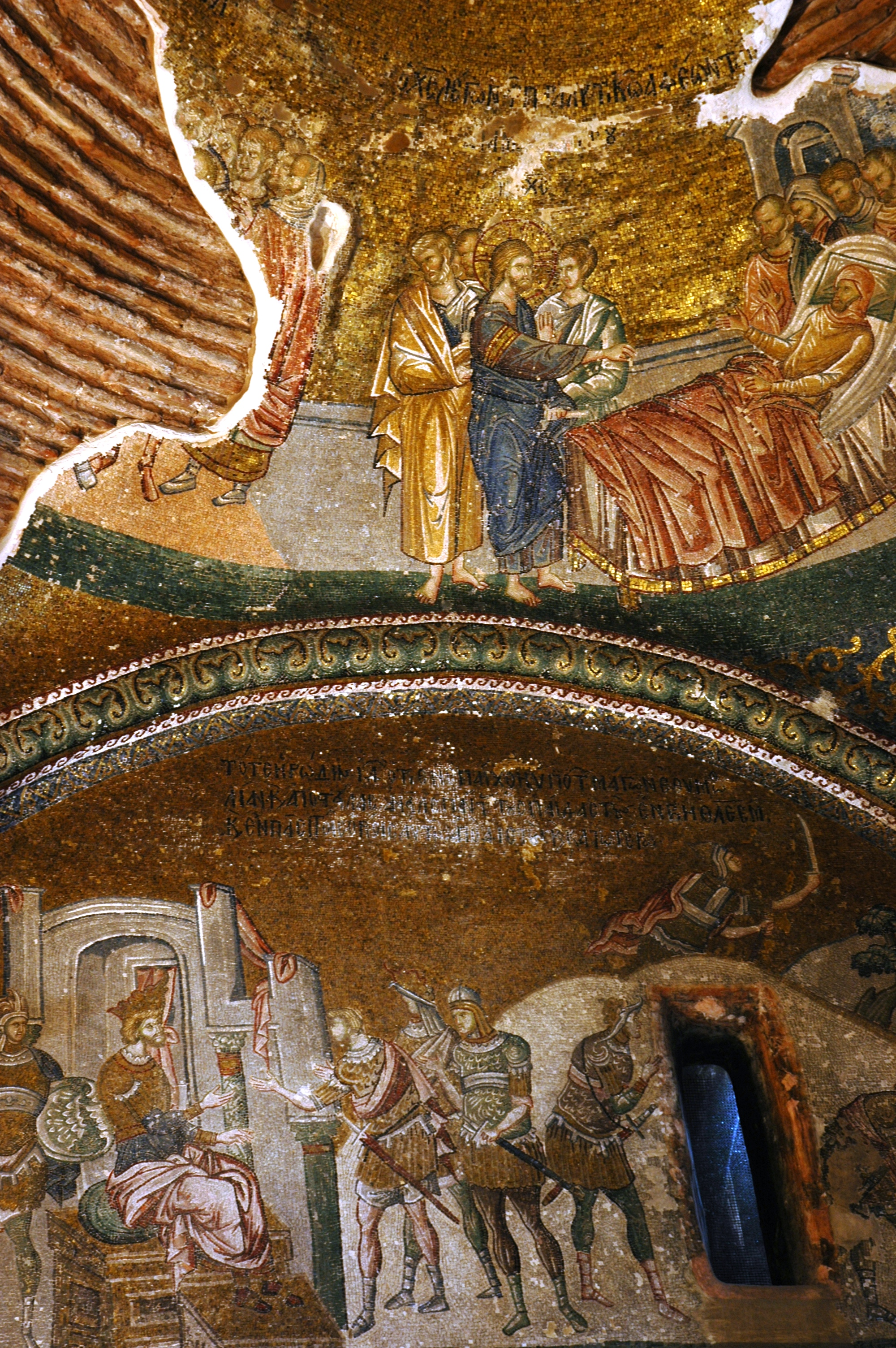
Partie supérieure : guérison d'un paralytique. Partie inférieure : détail du Massacre des enfants.
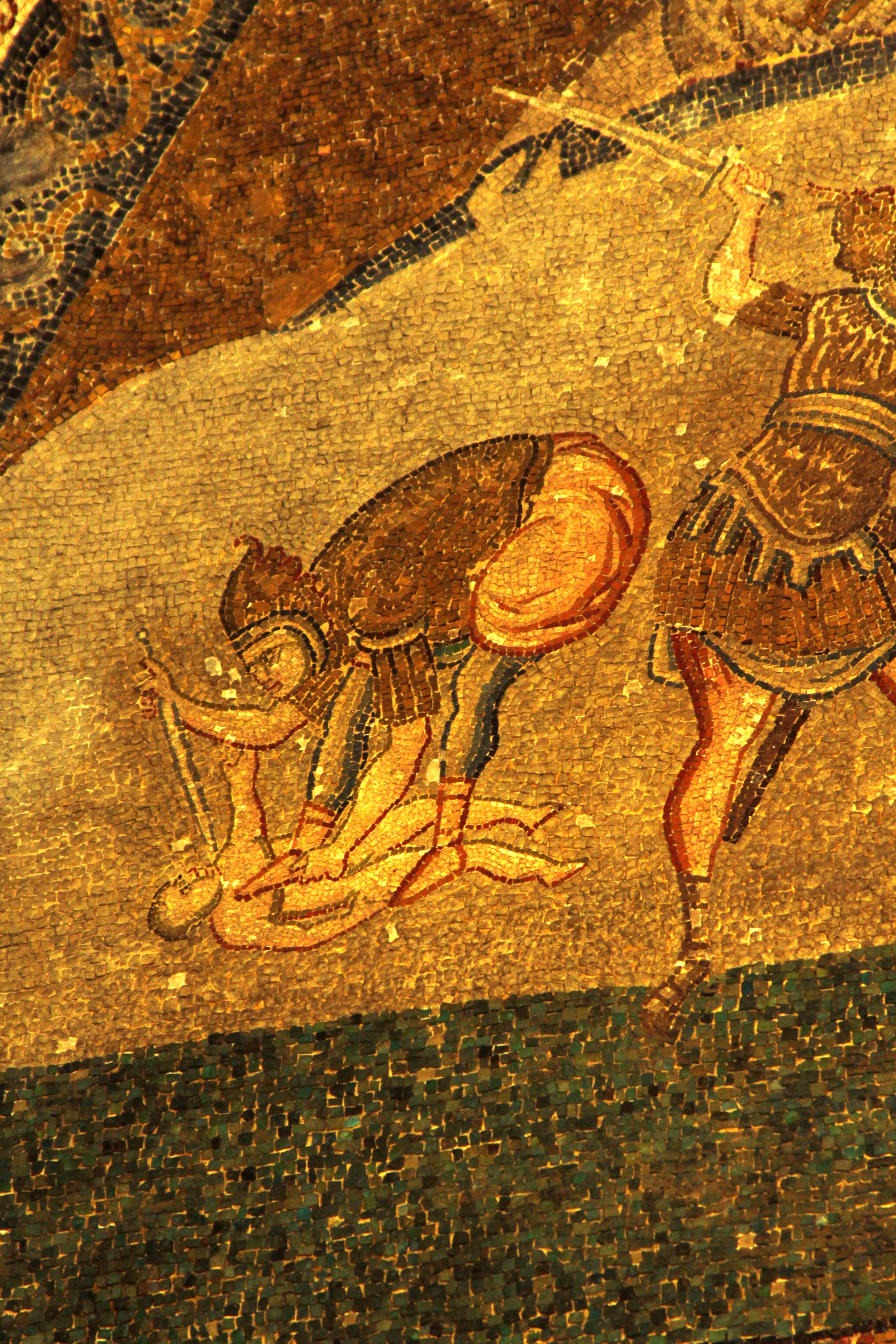
Détail du Massacre des enfants.

#### Narthex intérieur (ésonarthex)
L'ésonarthex (ou narthex interne) est similaire à l'exonarthex, en parallèle avec lui. Comme l'exonarthex, l'ésonarthex mesure 4 m de large, mais il est légèrement plus court, 18 m de long. Sa porte centrale et orientale s'ouvre sur le naos, tandis qu'une autre porte, à l'extrémité sud de l'esonarthex, s'ouvre sur l'antichambre rectangulaire du parecclésion.
À son extrémité nord, une porte de l'ésonarthex mène dans un large couloir ouest-est qui longe le côté nord du naos et dans la prothèse. L'ésonarthex a deux dômes. Le plus petit est au-dessus de l'entrée du couloir nord ; le plus grand est à mi-chemin entre les entrées du naos et du parecclésion.

##### Mosaïques de l'entrée de l'ésonarthex
1) Cette mosaïque représente Théodore Métochite présentant un modèle de l'église Chora à Jésus-Christ. À côté de lui, l'inscription grecque se lit « Théodore Métochite, le fondateur, le logothète du génikon ». Des deux côtés de Jésus est inscrit « Jésus-Christ, demeure [Chora] des vivants » ;
2) Saint Pierre ;
3) Saint Paul ;
4) Déisis, Jésus-Christ et la Vierge Marie (sans Jean-Baptiste) avec deux donateurs ci-dessous ;
- La mosaïque Déisis rappelle la scène autrefois représentée sur la porte Chalkè du Grand Palais de Constantinople, elle est également connue sous le nom de Chalkite Christ.
- En bas et à gauche de la Vierge Marie, il y a Isaac Comnène, fils de l'empereur byzantin Alexios Ier, et en bas et à droite de Jésus-Christ, il y a Marie Paléologue, fille de l'empereur byzantin Michel VIII Paléologue.

##### La coupole sud
La coupole sud montre un Christ Pantocrator et sa généalogie.
5) Premier registre (neuf fenêtres sont placées entre les personnages), les douze fils de Jacob, deux de Juda et le fils de Pérets. ;
6) Second registre, vingt-quatre prophètes de l'ancien testament.

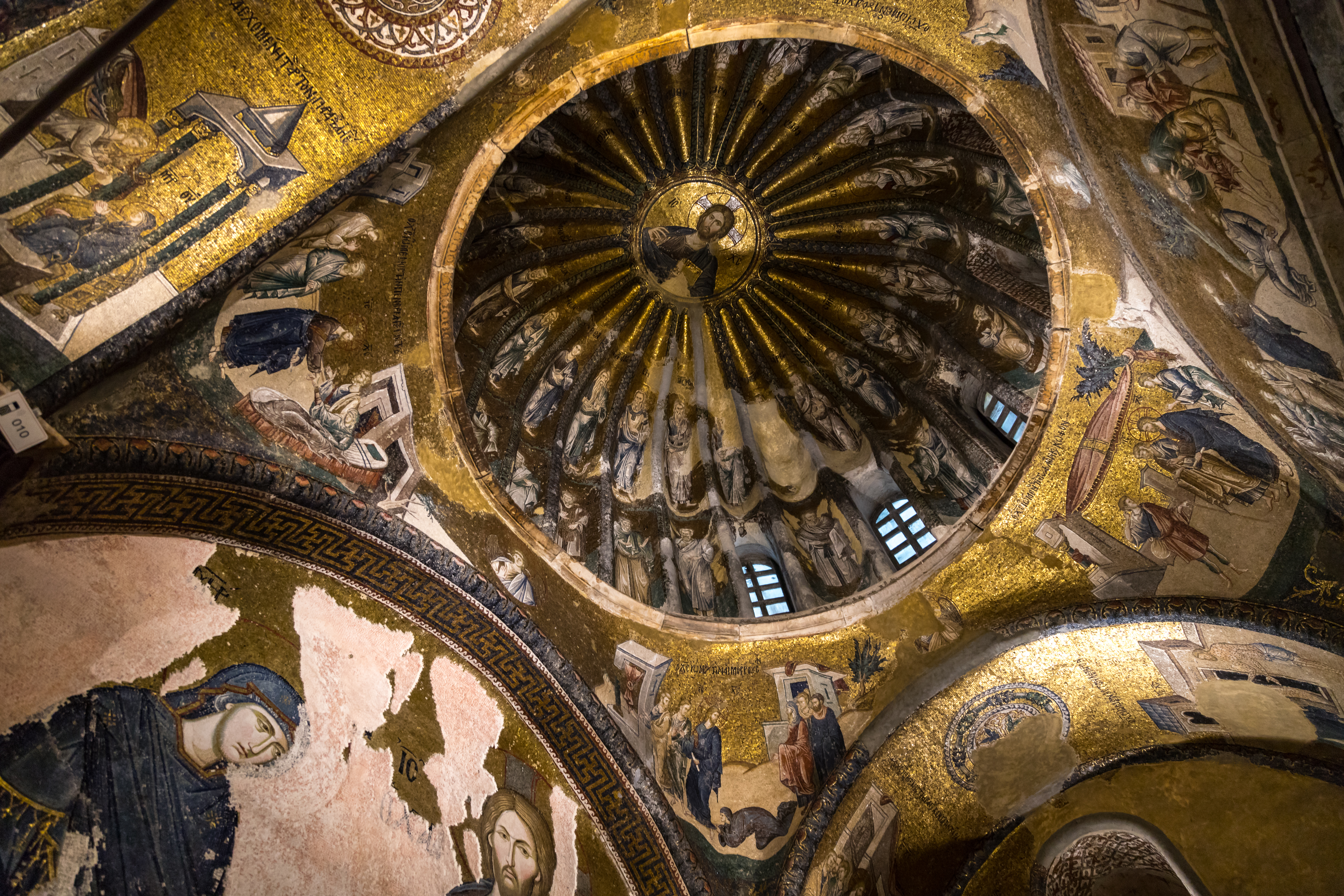
Dôme sud de l'ésonarthex, mosaïque de la généalogie du Christ.
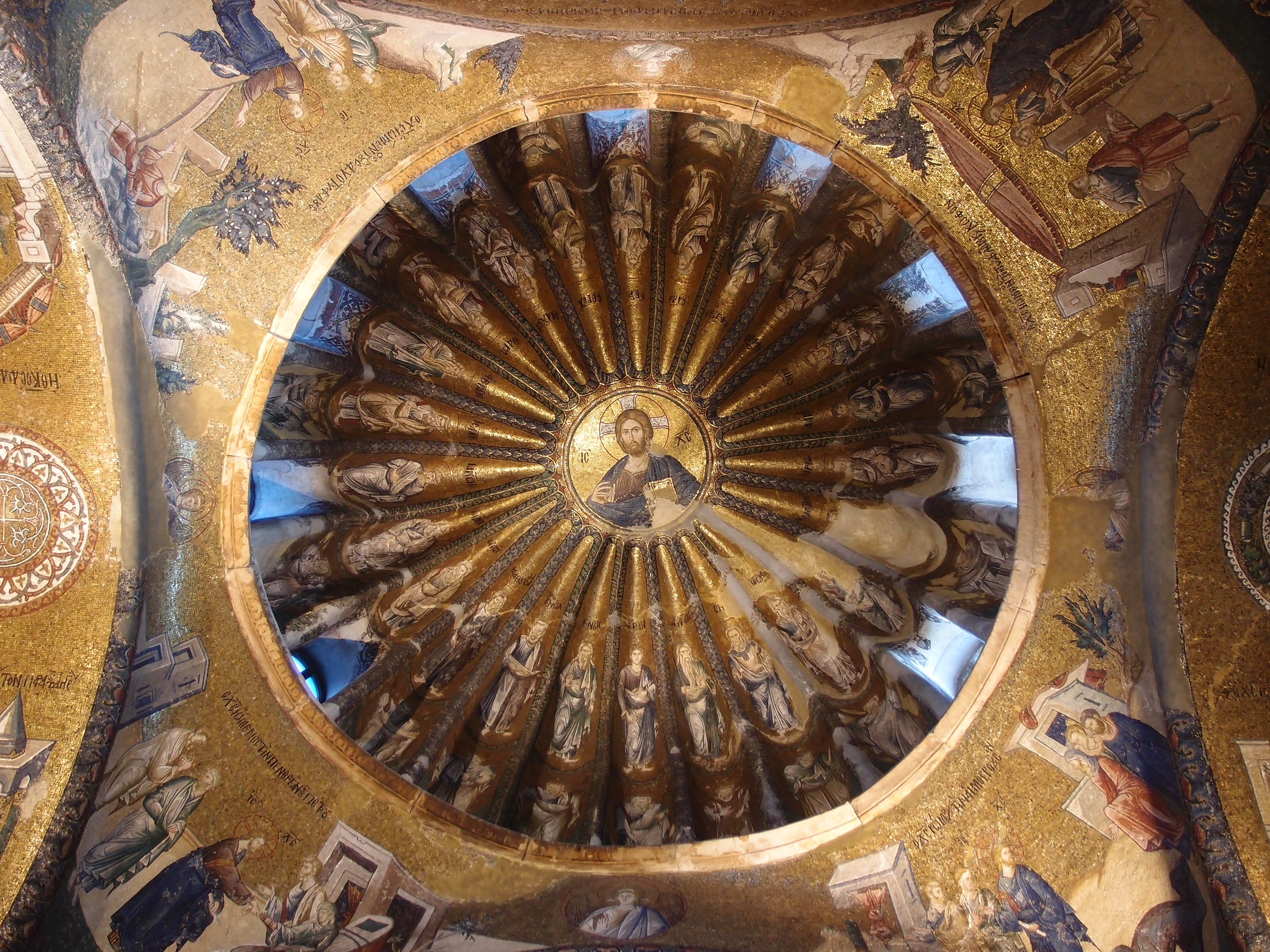
Plan rapproché.
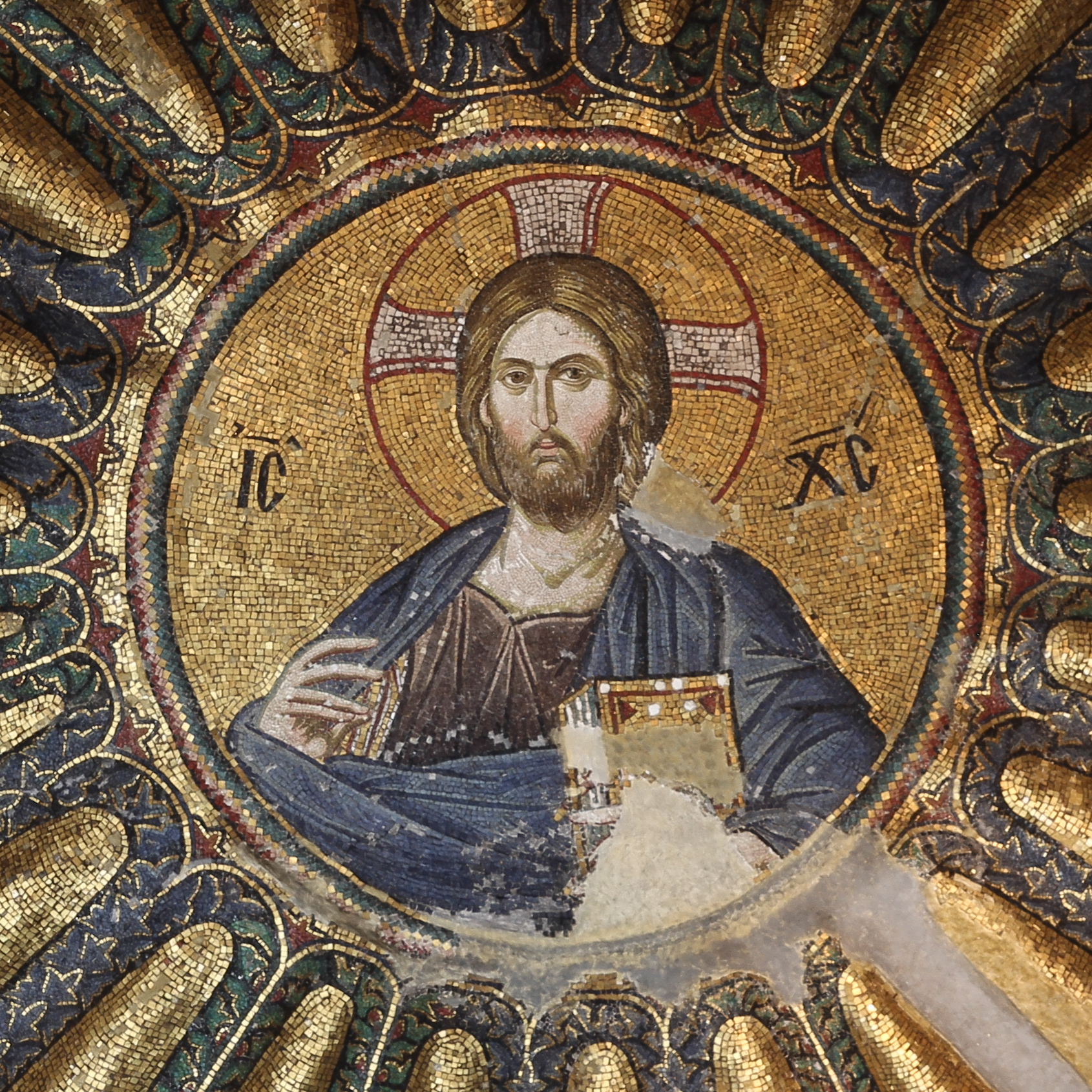
Gros plan sur le Christ Pantocrator, au sommet du dôme sud de l'ésonarthex.
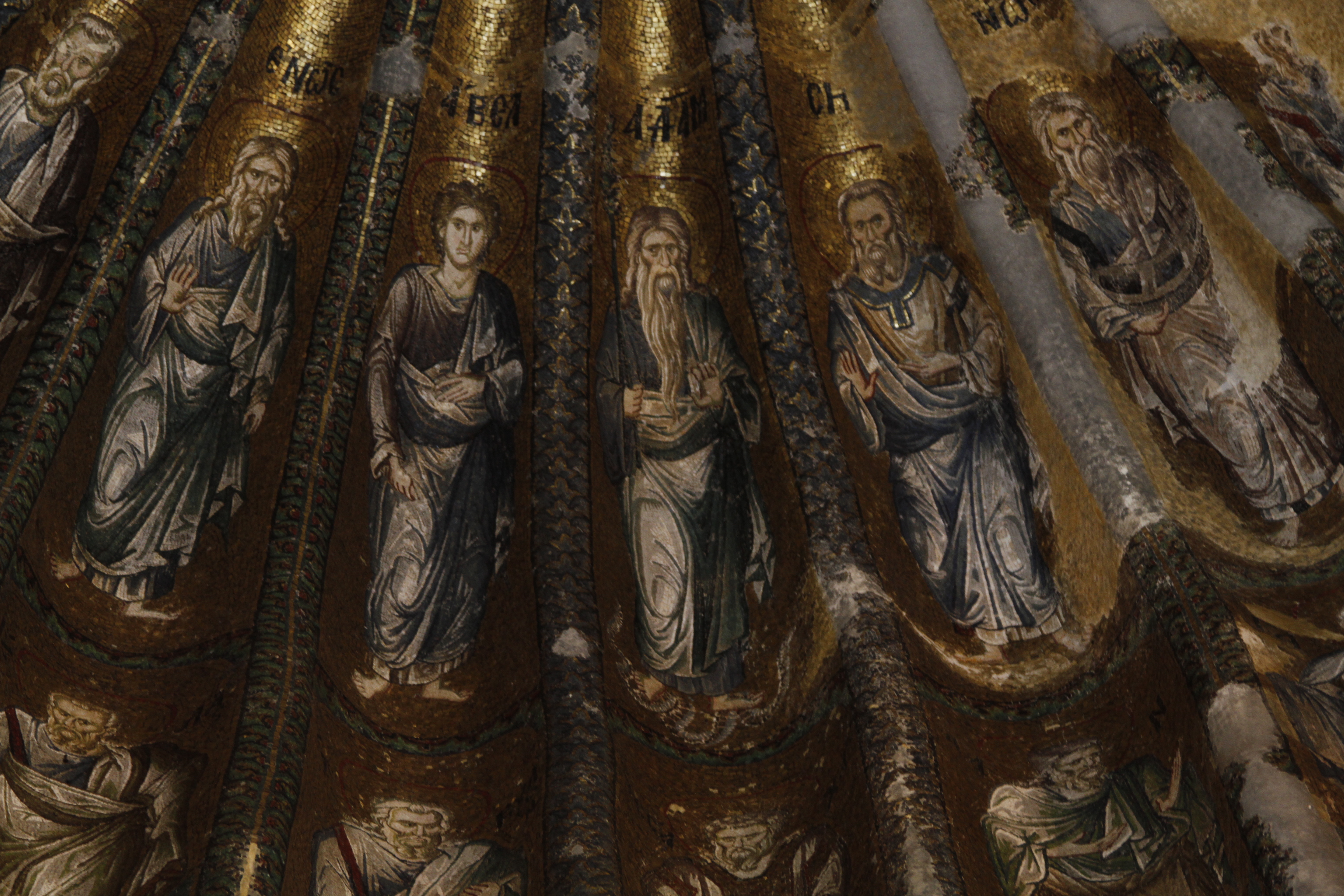
Détails des rainures où sont représentés les prophètes.

##### Mosaïques de la vie de Marie
Les mosaïques des trois premières baies du narthex intérieur rendent compte de la vie de la Vierge et de ses parents. Certains d'entre eux sont les suivants :
1. Rejet des offrandes de Saint Joachim, père de Marie ;
2. Joachim, sans enfant, va dans le désert ;
3. Annonciation de sainte Anne, l'ange du Seigneur annonçant à Anne que sa prière pour un enfant a été entendue ;
4. Les retrouvailles de Joachim et Anne ;
5. Naissance de la Vierge Marie ;
6. Les sept premiers pas de la Vierge Marie ;
7. L'affection donnée à la Vierge par ses parents (la moitié de la plus grande mosaïque) ;
8. La Vierge bénie par les prêtres (la moitié de la plus grande mosaïque) ;
9. Présentation de la Vierge Marie au Temple (grande mosaïque) ;
10. La Vierge Marie nourrie par un ange ;
11. La Vierge Marie recevant une éducation dans le Temple (largement manquante, seule l'inscription grecque et la partie supérieure visibles) ;
12. La Vierge Marie recevant l'écheveau de laine violette, les prêtres décidant de faire tisser un voile par les servantes pour le Temple ;
13. Zacharie priant, quand il était temps pour la Vierge Marie de se marier, le grand prêtre Zacharie a réuni tous les veufs et a placé leurs verges sur l'autel, priant pour un signe montrant à qui elle devait être donnée ;
14. La Vierge Marie confiée à Joseph ;
15. Joseph emmenant la Vierge dans sa maison ;
16. Annonciation à la Vierge au puits ;
17. Joseph prenant congé de la Vierge, Joseph a dû partir pendant six mois pour affaires et à son retour, la Vierge était enceinte et il s'en méfie.

##### La coupole nord
La coupole nord présente la vie de Marie et ses ancêtres.
Seize rainures sont disposées autour du médaillon de la Vierge à l'Enfant, dans ces rainures sont représentés les seize rois de la Maison de David, considérés comme les ancêtres de Marie aussi longtemps que les autres.

### La nef (naos)

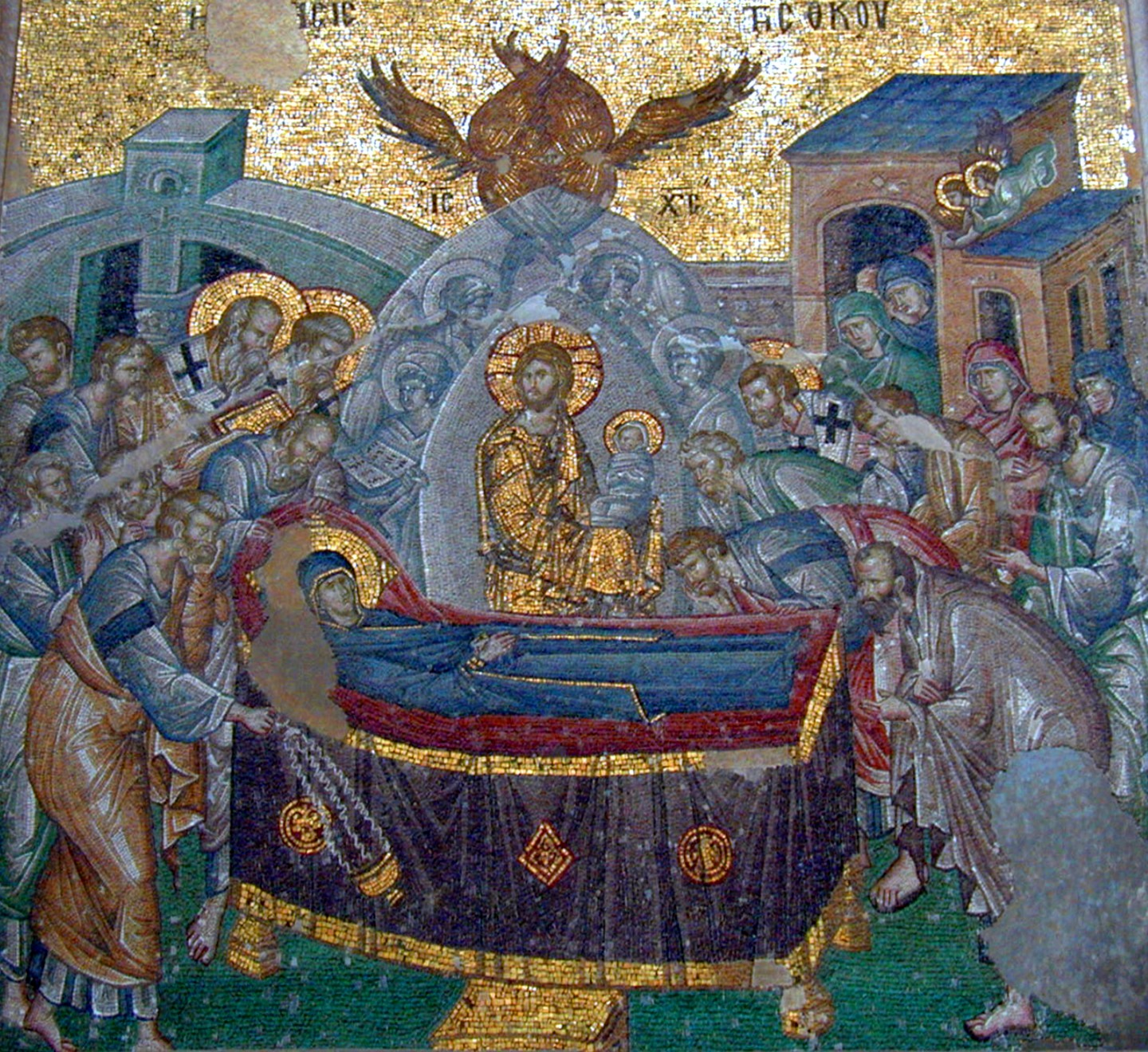
Mosaïque de la Koimesis dans le Naos.

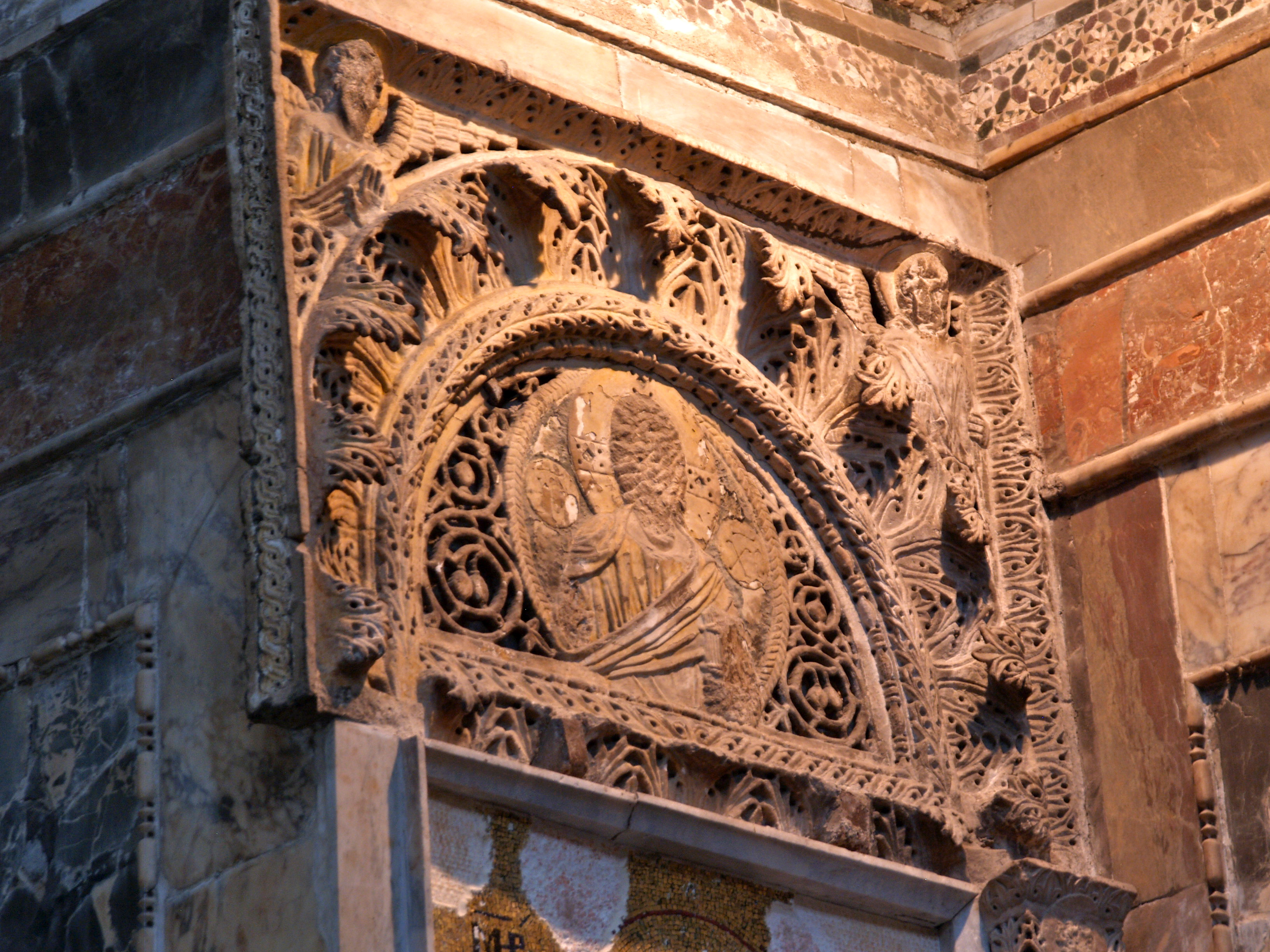
Sculpture dans un médaillon de Jésus-Christ.

Les portes centrales de l'ésonarthex mènent au corps principal de l'église, le naos. Le plus grand dôme de l'église (7,7 m de diamètre) se trouve au-dessus du centre du naos. Deux dômes plus petits flanquent la modeste abside : le dôme nord est au-dessus de la prothèsis, qui est reliée par un court passage au bêma ; le dôme sud est sur le diakonikon, qui est atteint via le parecclésion.
La Dormition de la Vierge (en grec, Koimesis de la Vierge) est représentée sur une mosaïque au-dessus de la porte centrale de la nef. L'enfant que tient le Christ derrière elle symbolise son âme. Cette mosaïque de composition classique est l'unique représentante qui nous soit parvenue d'un ensemble de mosaïques représentant les Douze Fêtes, qui occupaient toute la nef. Sans mobilier et dépourvue d'autres décorations, le naos ne laisse plus à voir que les marbres qui le décorent et donne une impression de froideur, renforcée par les tons bleus et verts des veines du marbre ainsi que par le faible éclairage.
1. Koímêsis, la Dormition de la Vierge. Avant de monter au ciel, son dernier sommeil. Jésus tient un enfant, symbole de l'âme de Marie ;
2. Jesus Christ ;
3. Théotokos, la Vierge Marie avec l'enfant.

Placée au-dessus de la mosaïque de la Vierge à l'Enfant, une sculpture dans un médaillon de Jésus-Christ, le visage est mutilé. Tout autour sont sculptés des décors de végétaux. Aux extrémités de la partie haute, sont représentés deux anges tenant une lance dans une main et montrant la paume de leur autre main.

### Chapelle latérale (parecclésion)
À droite de l'esonarthex, des portes s'ouvrent sur la chapelle latérale, ou parecclésion. Le parecclésion était utilisé comme chapelle mortuaire pour les sépultures familiales et les mémoriaux. Le deuxième plus grand dôme (4,5 m de diamètre) de l'église orne le centre du toit du parecclésion. Un petit passage relie le parecclesion directement au naos, et hors de ce passage se trouvent un petit oratoire et un cellier.
Les murs et les plafonds du parecclésion sont principalement recouverts de fresques. Au fond du parecclésion se trouve notamment le chef-d'œuvre de l'église : une fresque représentant la Résurrection ou Anastasis. Dans la coupole figure une grande composition du jugement dernier et dans la nef un cycle de représentations de l'Ancien Testament qui préfigurent l'incarnation (l'échelle de Jacob, le buisson ardent, le transport de l'arche de l'alliance).

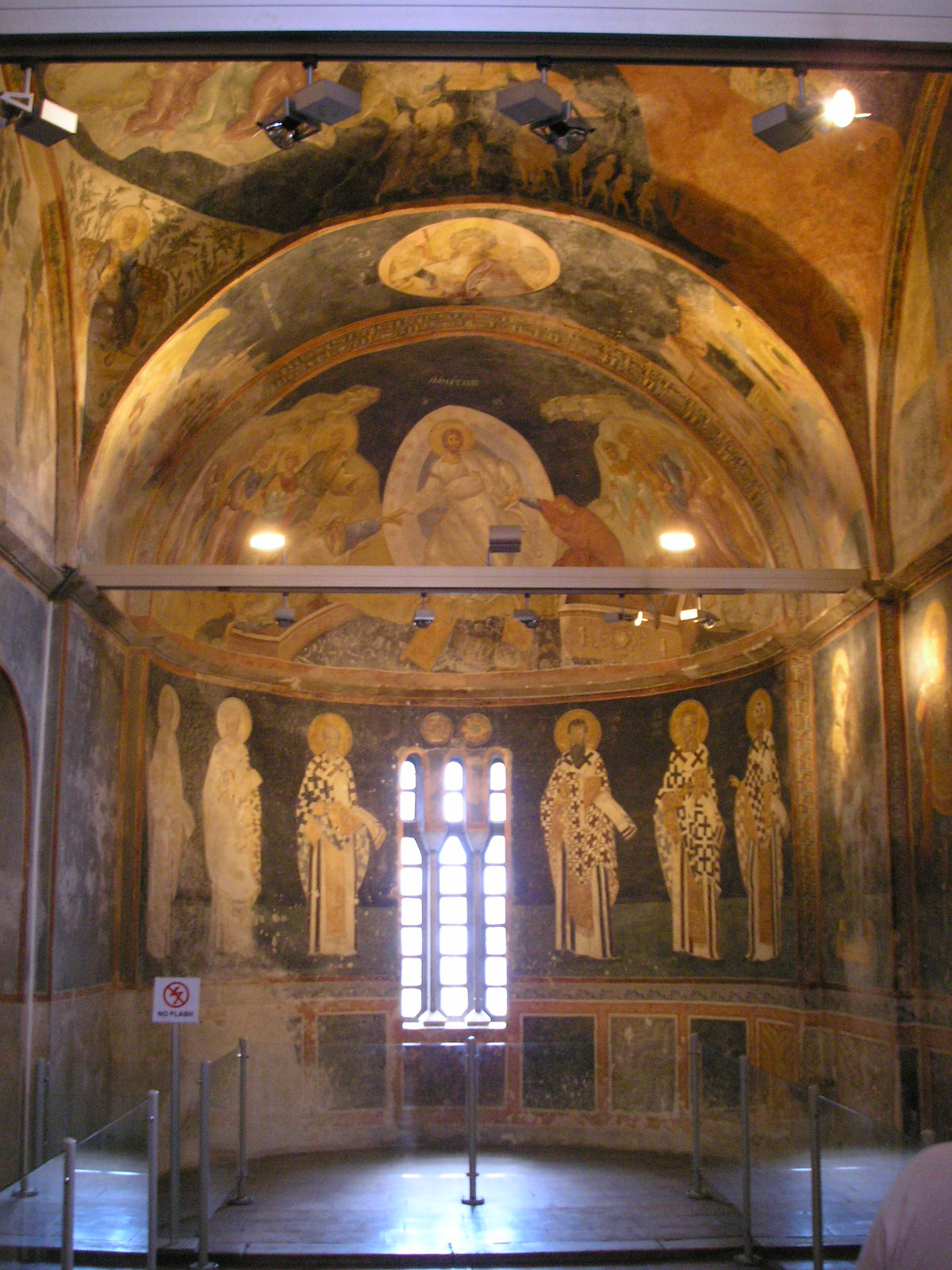
Vue du parecclésion.
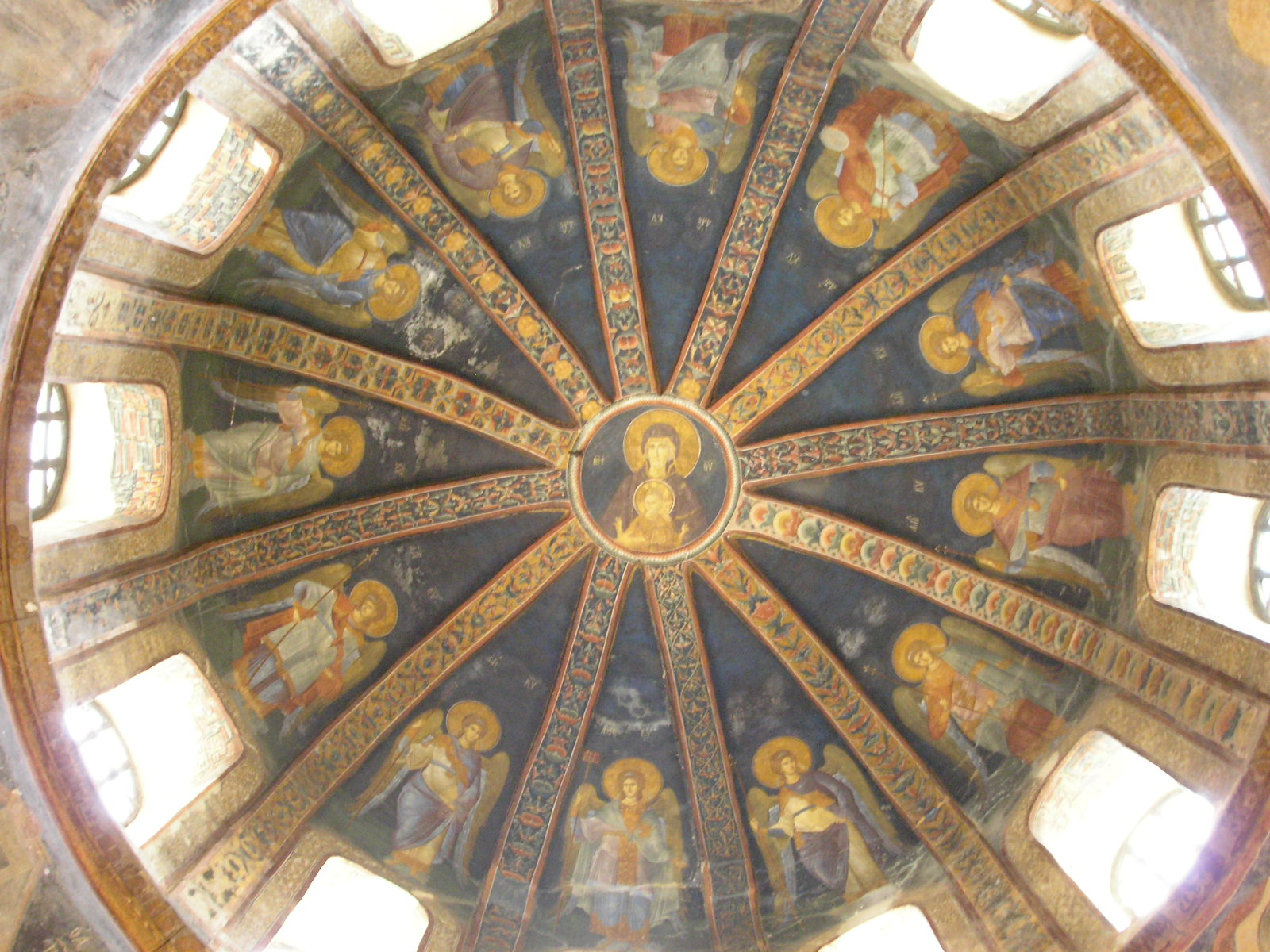
La Vierge et l'Enfant, parecclésion.
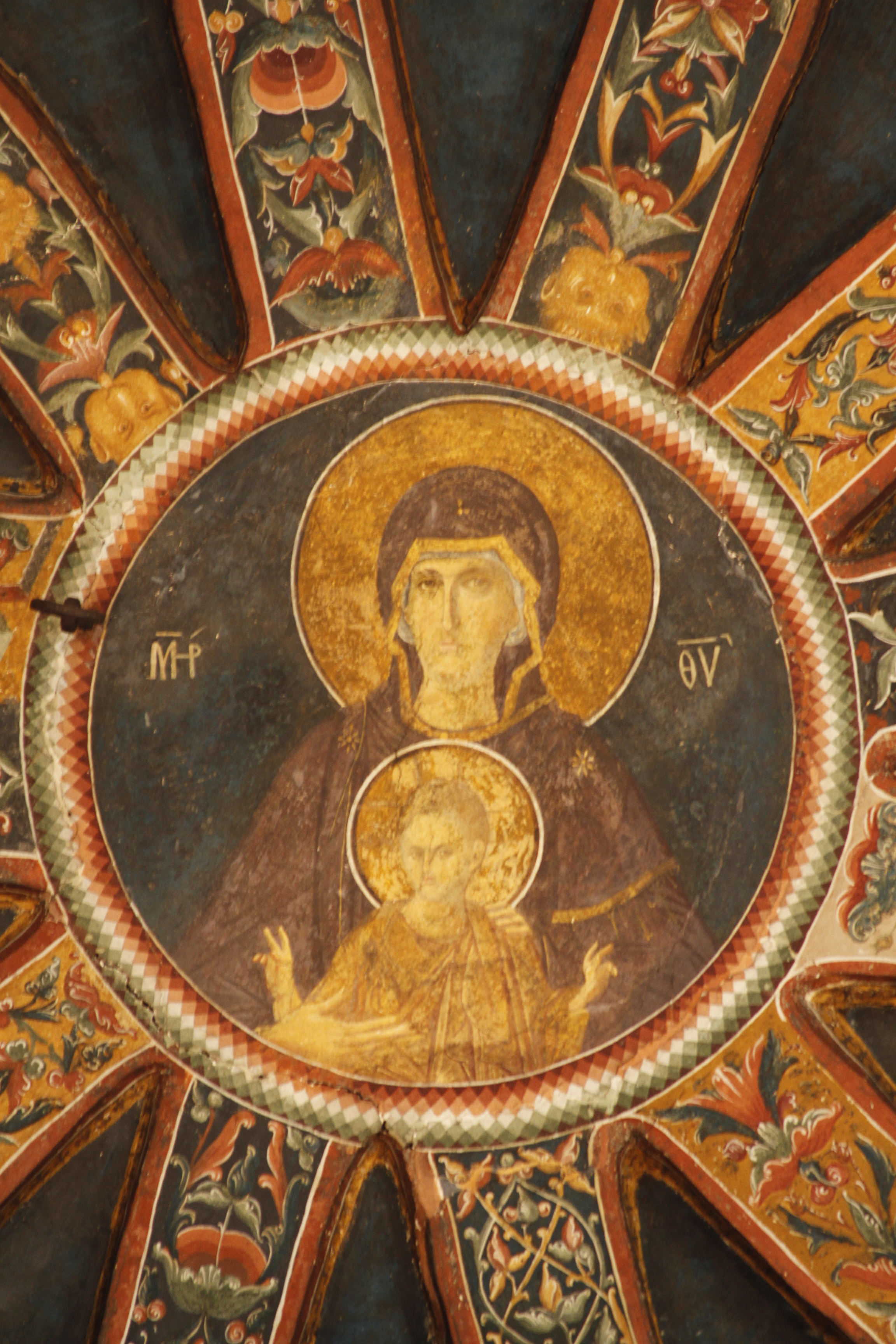
Plan rapproché de la Vierge à l'Enfant, au sommet du dôme du paracclésion.
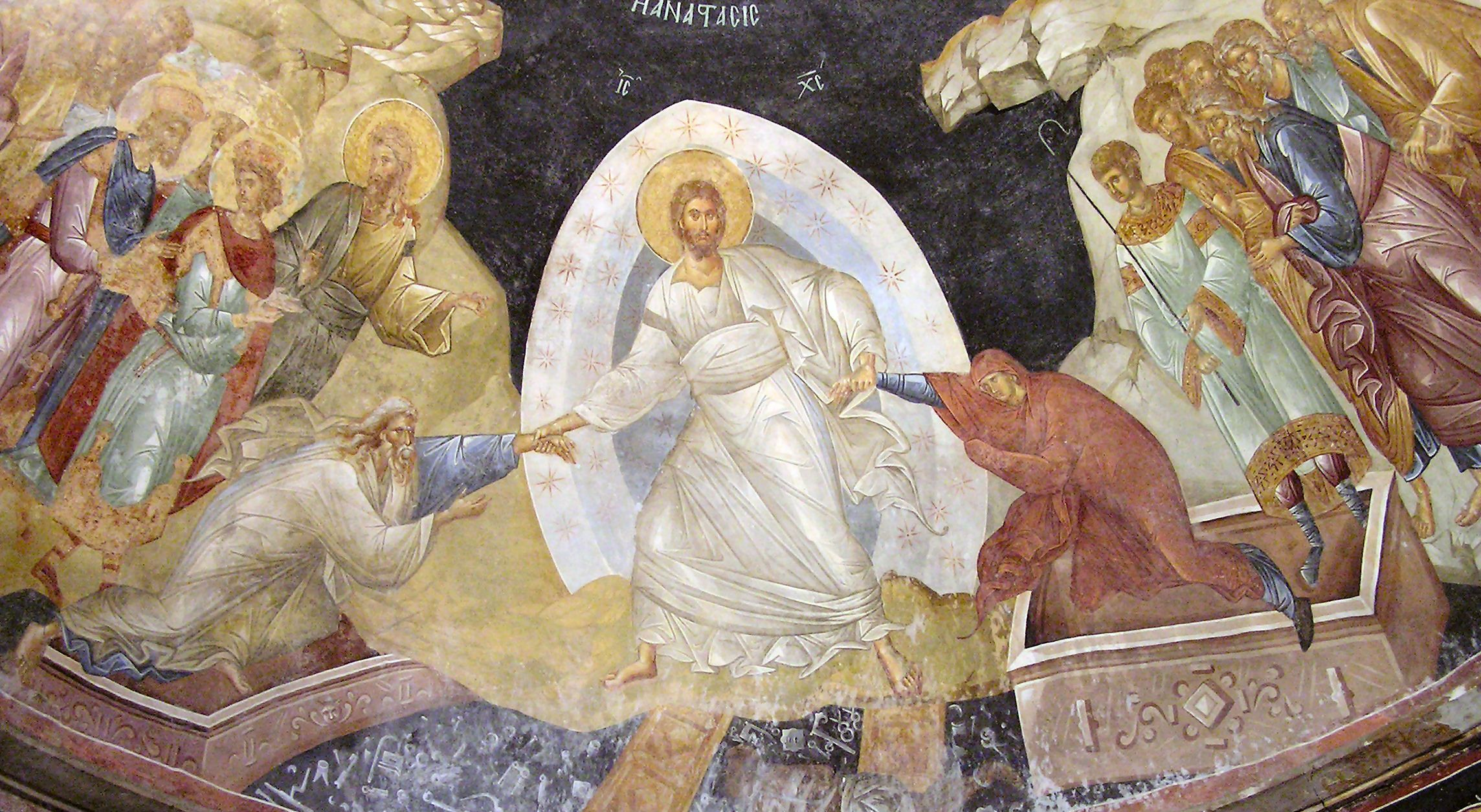
Anastasis, fresque du parecclésion.